# Ленинский район (Ставрополь)
Ле́нинский райо́н — один из трёх районов города Ставрополя.

## География
Расположен в юго-восточной части города. Центральный по значению район Ставрополя, так как сосредотачивает на своей территории основные федеральные учреждения и органы власти. 
Протяжённость границ составляет 57,2 км. Население — 130 448 чел. (2025).

## История
Ленинский район был образован на основании Указа президиума Верховного Совета РСФСР от 26 июня 1962 года и согласно указу Ставропольского городского Совета народных депутатов от 20 июля 1962 года.

## Население
| 1970     | 1979     | 1989     | 2002     | 2009     | 2010     | 2011     |
| -------- | -------- | -------- | -------- | -------- | -------- | -------- |
| 112 232  | ↘94 926  | ↗96 494  | ↗108 064 | ↗112 091 | ↗116 729 | ↗116 863 |
| 2012     | 2013     | 2014     | 2015     | 2016     | 2017     | 2018     |
| ↗118 757 | ↗120 594 | ↗122 805 | ↗124 500 | ↗125 431 | ↗126 573 | ↗127 117 |
| 2019     | 2020     | 2021     | 2023     | 2024     | 2025     |          |
| ↗128 206 | ↗132 002 | ↘127 177 | ↗128 564 | ↗129 648 | ↗130 448 |          |

## Органы власти
- Администрация Ленинского района[22]

## Микрорайоны
Ленинский район включает 12 микрорайонов (порядковые №№ 1 — 12), которые управляются советами микрорайонов (советами территориального общественного самоуправления), объединяющие более 700 домовых советов

## Инфраструктура
На территории района расположены:
- образовательные учреждения: 18 высших и средних профессиональных учебных заведений, 3 гимназии, 1 лицей, 5 средних образовательных и 2 специальные коррекционные школы, 28 детских садов,
- 20 квалифицированных медицинских учреждений
- спортивные объекты: стадион «Динамо», спортивная школа по футболу «Кожаный мяч», школа высшего спортивного мастерства по дзюдо и самбо.
- около 10 объектов культурного наследия, памятники градостроительства и архитектуры, искусства и археологии.